# Arumugam Manthiram
Arumugam Manthiram (nascido em 15 de março de 1951) é um cientista e engenheiro de materiais americano, mais conhecido por sua identificação da classe polianião dos cátodos de bateria de íon de lítio, entendendo como a instabilidade química limita a capacidade de cátodos de óxido em camadas e avanços tecnológicos em baterias de lítio-enxofre. Ele é um Cockrell Family Regents Chair em engenharia, Diretor do Texas Materials Institute e Diretor do Programa de Ciência e Engenharia de Materiais da Universidade do Texas, em Austin. Manthiram proferiu a Palestra Nobel de Química de 2019 em nome do Laureado em Química John B. Goodenough.